# Coming Home (Diddy-Dirty Money)
Coming Home is een nummer van Diddy-Dirty Money en Skylar Grey. Het nummer is terug te vinden op het album Last Train to Paris van Diddy-Dirty Money.
In 2022 werd het nummer door Isabèl Usher bewerkt naar het Nederlandstalige Ik kom weer thuis, dat een bescheiden hit in Nederland was.

## Hitnoteringen

### Nederlandse Top 40
| Hitnotering: 12-02-2011 t/m 02-04-2011 | Hitnotering: 12-02-2011 t/m 02-04-2011 | Hitnotering: 12-02-2011 t/m 02-04-2011 | Hitnotering: 12-02-2011 t/m 02-04-2011 | Hitnotering: 12-02-2011 t/m 02-04-2011 | Hitnotering: 12-02-2011 t/m 02-04-2011 | Hitnotering: 12-02-2011 t/m 02-04-2011 | Hitnotering: 12-02-2011 t/m 02-04-2011 | Hitnotering: 12-02-2011 t/m 02-04-2011 | Hitnotering: 12-02-2011 t/m 02-04-2011 |
| Week:                                  | 1                                      | 2                                      | 3                                      | 4                                      | 5                                      | 6                                      | 7                                      | 8                                      |                                        |
| -------------------------------------- | -------------------------------------- | -------------------------------------- | -------------------------------------- | -------------------------------------- | -------------------------------------- | -------------------------------------- | -------------------------------------- | -------------------------------------- | -------------------------------------- |
| Positie:                               | 30                                     | 21                                     | 19                                     | 16                                     | 17                                     | 26                                     | 31                                     | 35                                     | uit                                    |

### NederlandseSingle Top 100
| Hitnotering: 29-01-2011 t/m 04-06-2011 | Hitnotering: 29-01-2011 t/m 04-06-2011 | Hitnotering: 29-01-2011 t/m 04-06-2011 | Hitnotering: 29-01-2011 t/m 04-06-2011 | Hitnotering: 29-01-2011 t/m 04-06-2011 | Hitnotering: 29-01-2011 t/m 04-06-2011 | Hitnotering: 29-01-2011 t/m 04-06-2011 | Hitnotering: 29-01-2011 t/m 04-06-2011 | Hitnotering: 29-01-2011 t/m 04-06-2011 | Hitnotering: 29-01-2011 t/m 04-06-2011 | Hitnotering: 29-01-2011 t/m 04-06-2011 | Hitnotering: 29-01-2011 t/m 04-06-2011 | Hitnotering: 29-01-2011 t/m 04-06-2011 | Hitnotering: 29-01-2011 t/m 04-06-2011 | Hitnotering: 29-01-2011 t/m 04-06-2011 | Hitnotering: 29-01-2011 t/m 04-06-2011 | Hitnotering: 29-01-2011 t/m 04-06-2011 | Hitnotering: 29-01-2011 t/m 04-06-2011 | Hitnotering: 29-01-2011 t/m 04-06-2011 | Hitnotering: 29-01-2011 t/m 04-06-2011 | Hitnotering: 29-01-2011 t/m 04-06-2011 |
| Week:                                  | 1                                      | 2                                      | 3                                      | 4                                      | 5                                      | 6                                      | 7                                      | 8                                      | 9                                      | 10                                     | 11                                     | 12                                     | 13                                     | 14                                     | 15                                     | 16                                     | 17                                     | 18                                     | 19                                     |                                        |
| -------------------------------------- | -------------------------------------- | -------------------------------------- | -------------------------------------- | -------------------------------------- | -------------------------------------- | -------------------------------------- | -------------------------------------- | -------------------------------------- | -------------------------------------- | -------------------------------------- | -------------------------------------- | -------------------------------------- | -------------------------------------- | -------------------------------------- | -------------------------------------- | -------------------------------------- | -------------------------------------- | -------------------------------------- | -------------------------------------- | -------------------------------------- |
| Positie:                               | 61                                     | 22                                     | 14                                     | 27                                     | 28                                     | 28                                     | 26                                     | 25                                     | 31                                     | 33                                     | 42                                     | 46                                     | 61                                     | 62                                     | 50                                     | 50                                     | 66                                     | 67                                     | 77                                     | uit                                    |

### VlaamseUltratop 50
| Hitnotering: (Week 1 t/m 8) 22-01-2011 t/m 12-03-2011 Hitnotering: (Week 9) 26-03-2011 | Hitnotering: (Week 1 t/m 8) 22-01-2011 t/m 12-03-2011 Hitnotering: (Week 9) 26-03-2011 | Hitnotering: (Week 1 t/m 8) 22-01-2011 t/m 12-03-2011 Hitnotering: (Week 9) 26-03-2011 | Hitnotering: (Week 1 t/m 8) 22-01-2011 t/m 12-03-2011 Hitnotering: (Week 9) 26-03-2011 | Hitnotering: (Week 1 t/m 8) 22-01-2011 t/m 12-03-2011 Hitnotering: (Week 9) 26-03-2011 | Hitnotering: (Week 1 t/m 8) 22-01-2011 t/m 12-03-2011 Hitnotering: (Week 9) 26-03-2011 | Hitnotering: (Week 1 t/m 8) 22-01-2011 t/m 12-03-2011 Hitnotering: (Week 9) 26-03-2011 | Hitnotering: (Week 1 t/m 8) 22-01-2011 t/m 12-03-2011 Hitnotering: (Week 9) 26-03-2011 | Hitnotering: (Week 1 t/m 8) 22-01-2011 t/m 12-03-2011 Hitnotering: (Week 9) 26-03-2011 | Hitnotering: (Week 1 t/m 8) 22-01-2011 t/m 12-03-2011 Hitnotering: (Week 9) 26-03-2011 | Hitnotering: (Week 1 t/m 8) 22-01-2011 t/m 12-03-2011 Hitnotering: (Week 9) 26-03-2011 | Hitnotering: (Week 1 t/m 8) 22-01-2011 t/m 12-03-2011 Hitnotering: (Week 9) 26-03-2011 |
| Week:                                                                                  | 1                                                                                      | 2                                                                                      | 3                                                                                      | 4                                                                                      | 5                                                                                      | 6                                                                                      | 7                                                                                      | 8                                                                                      |                                                                                        | 9                                                                                      |                                                                                        |
| -------------------------------------------------------------------------------------- | -------------------------------------------------------------------------------------- | -------------------------------------------------------------------------------------- | -------------------------------------------------------------------------------------- | -------------------------------------------------------------------------------------- | -------------------------------------------------------------------------------------- | -------------------------------------------------------------------------------------- | -------------------------------------------------------------------------------------- | -------------------------------------------------------------------------------------- | -------------------------------------------------------------------------------------- | -------------------------------------------------------------------------------------- | -------------------------------------------------------------------------------------- |
| Positie:                                                                               | 32                                                                                     | 19                                                                                     | 17                                                                                     | 19                                                                                     | 26                                                                                     | 25                                                                                     | 29                                                                                     | 25                                                                                     | uit                                                                                    | 42                                                                                     | uit                                                                                    |